# Bundesministerium für Gesundheit (Deutschland)

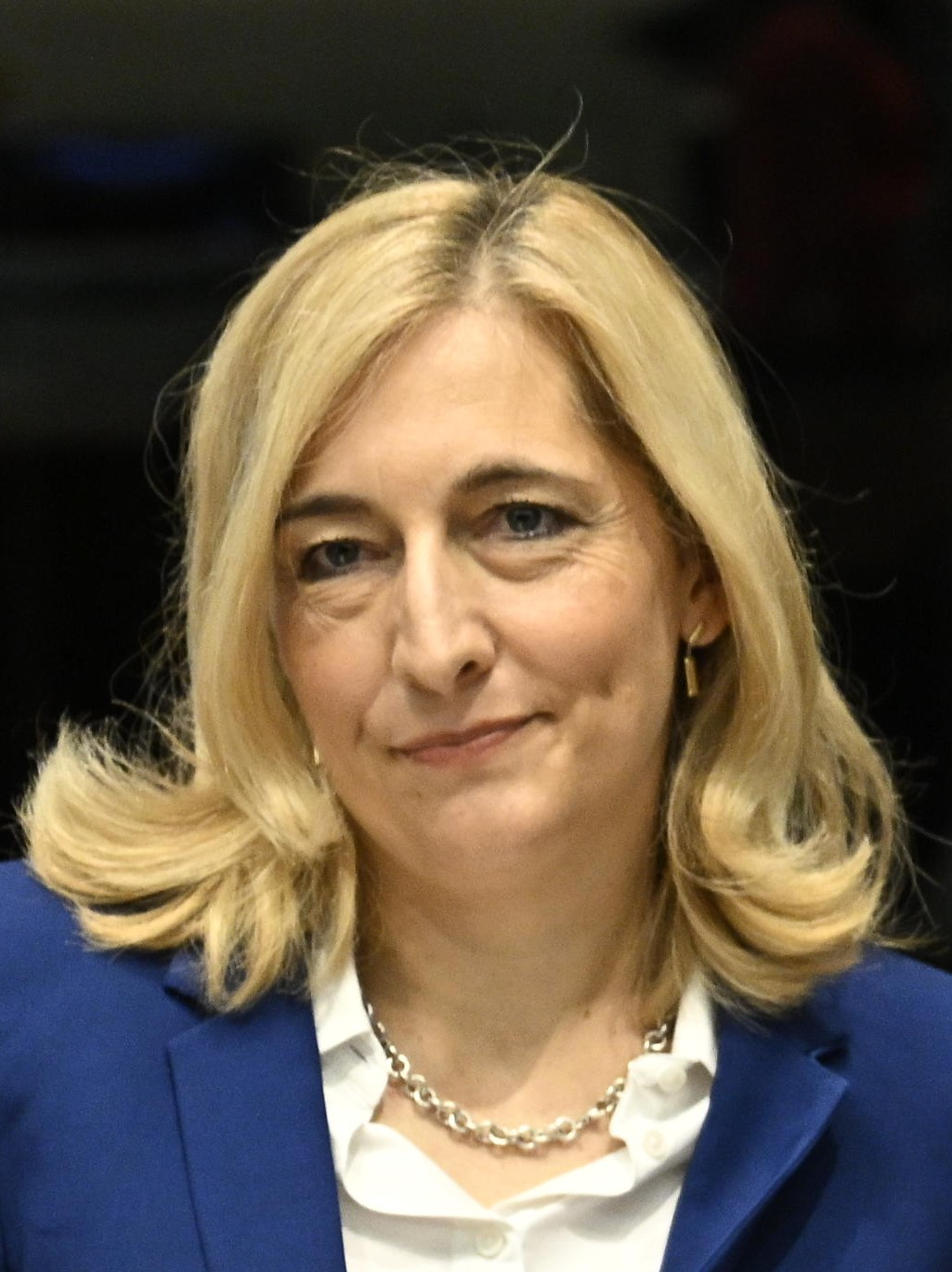
Nina Warken (CDU), Bundesministerin für Gesundheit

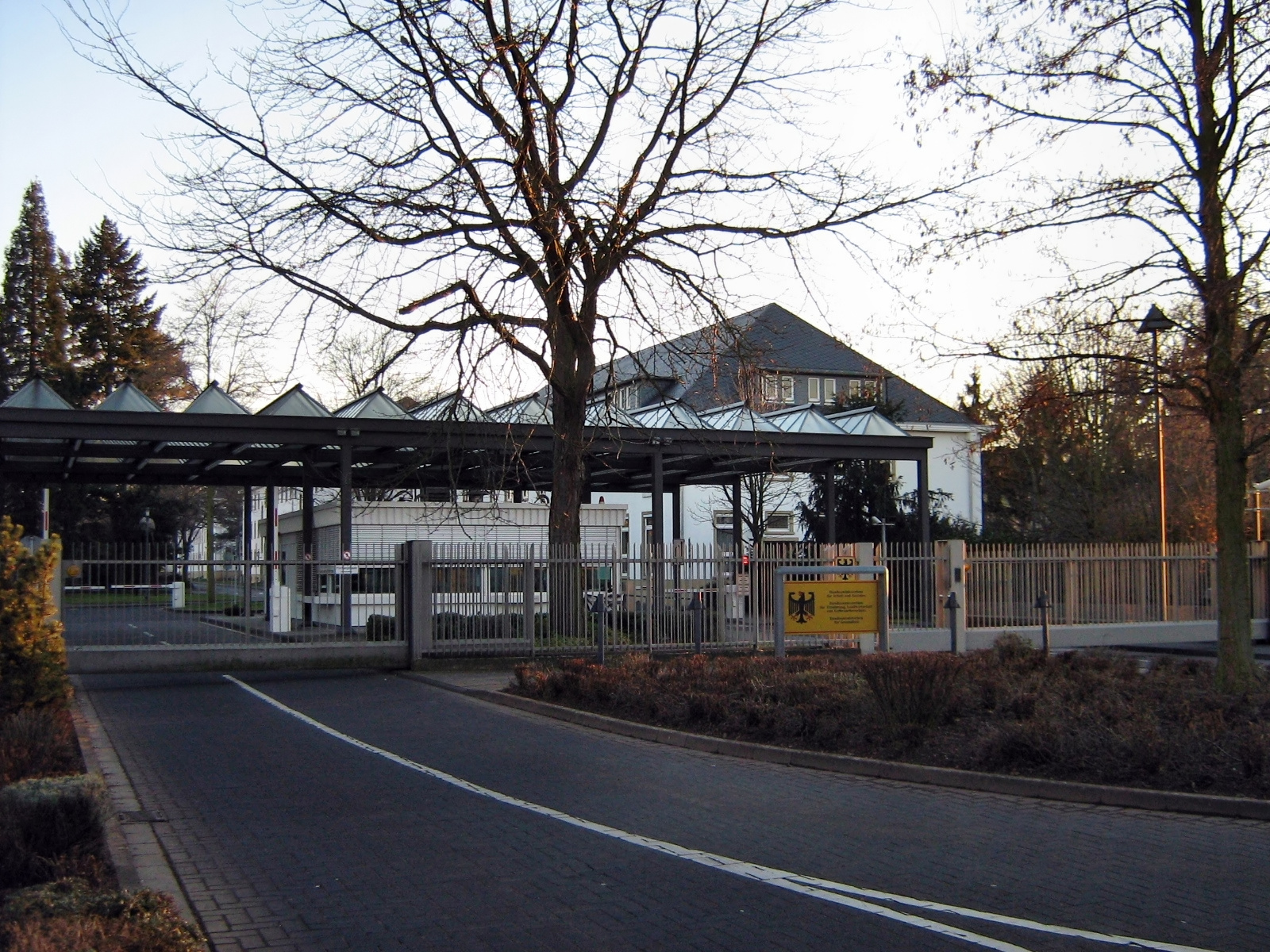
Einfahrt zum Dienstsitz Bonn

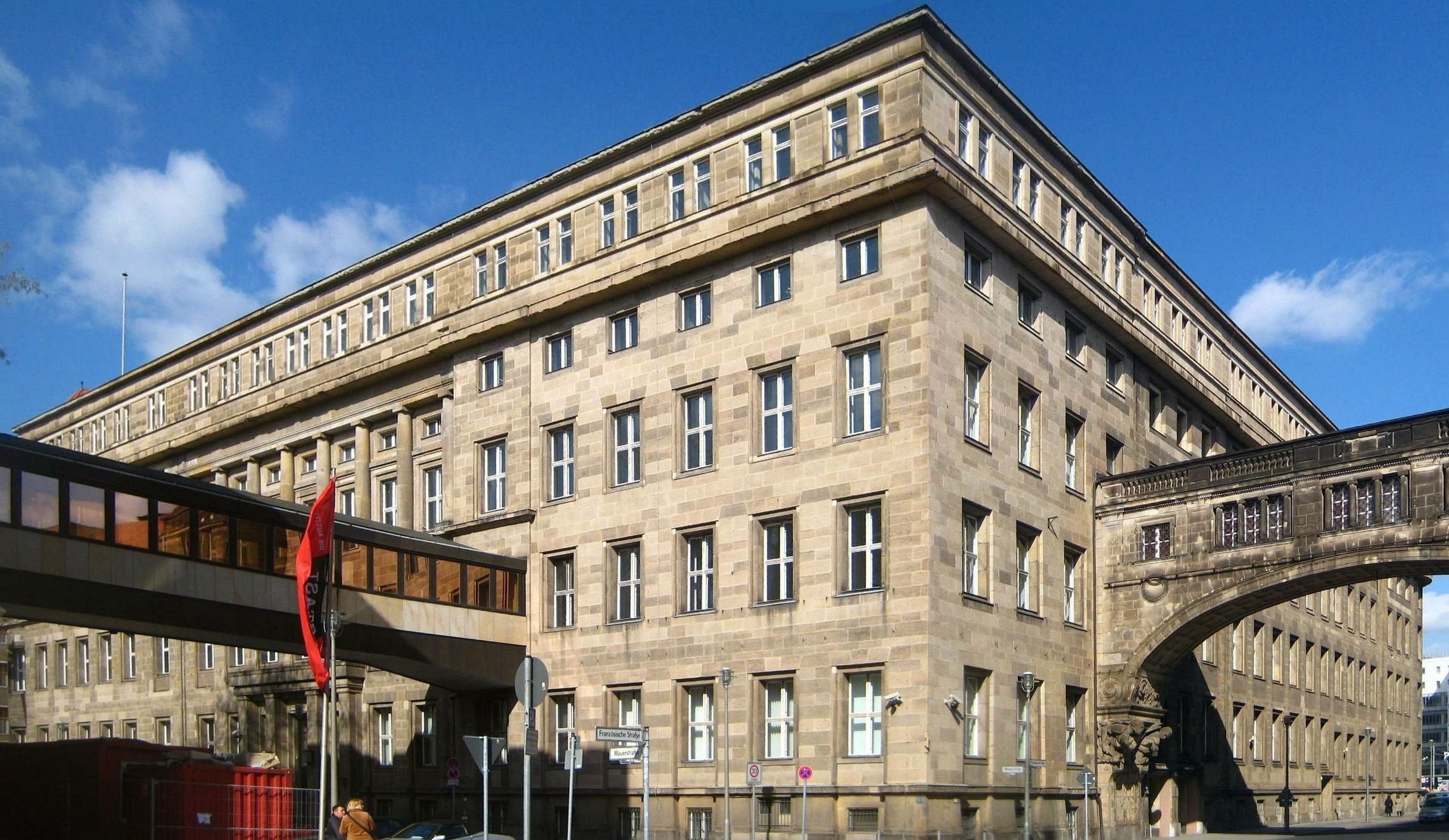
Dienstsitz in Berlin

Das Bundesministerium für Gesundheit (BMG) ist eine oberste Bundesbehörde der Bundesrepublik Deutschland. Gesetzentwürfe dieses Ministeriums werden im Ausschuss für Gesundheit als vorbereitendem Beschlussorgan des Bundestages erörtert und dort in eine Fassung gebracht, die vom Plenum des Bundestages so beschlossen werden kann. Das BMG hat seinen Hauptsitz bzw. ersten Dienstsitz in der Bundesstadt Bonn und seinen zweiten Dienstsitz in Berlin. 
Zuständige Bundesministerin im Kabinett Merz und somit der 25sten Bundesregierung ist seit dem 6. Mai 2025 Nina Warken (CDU).

## Geschichte
Das Bundesministerium wurde 1961 als Bundesministerium für Gesundheitswesen (BMG) gegründet und 1969 dem Bundesministerium für Familie und Jugend eingegliedert, das fortan Bundesministerium für Jugend, Familie und Gesundheit (heute Bundesministerium für Familie, Senioren, Frauen und Jugend) hieß.
Nach einer Umbenennung 1986 in Bundesministerium für Jugend, Familie, Frauen und Gesundheit erfolgte 1991 die Abspaltung des Bundesministeriums für Gesundheit (BMG), sodass die ursprüngliche Trennung der Ressorts wiederhergestellt war. Bei dieser Abspaltung erhielt das BMG die für die Gesundheitspolitik wesentliche Abteilung „Gesundheitsversorgung, Krankenversicherung“ vom (damaligen) Bundesministerium für Arbeit und Sozialordnung und ist erst seitdem der zentrale Akteur in der Gesundheitspolitik. 2002 wurde es um den Bereich Soziales (Renten- und Pflegeversicherung) erweitert (da das Arbeitsministerium mit dem Wirtschaftsministerium zusammengelegt wurde) und nannte sich infolgedessen Bundesministerium für Gesundheit und Soziale Sicherung (BMGS). 2005 wurde die Zuständigkeit für die Rente wieder an das Bundesministerium für Arbeit und Soziales übertragen, und seitdem heißt das Ressort erneut Bundesministerium für Gesundheit.

## Aufbau
Das Ministerium ist gegliedert in
- den Leitungsbereich mit
  - Bundesminister
  - Parlamentarische Staatssekretäre: Details siehe im entsprechenden unteren Abschnitt
  - Beamtete Staatssekretäre: Details siehe im entsprechenden unteren Abschnitt
  - Leitungsabteilung
- sowie die Fachebene mit den Abteilungen
  - Zentralabteilung, Europa und Internationales
  - Arzneimittel, Medizinprodukte, Biotechnologie
  - Gesundheitsversorgung, Krankenversicherung
  - Medizin- und Berufsrecht, Prävention
  - Pflegesicherung
  - Digitalisierung und Innovation
  - Öffentliche Gesundheit

## Aufgaben des BMG
- Erhalt der Leistungsfähigkeit
  - der Gesetzlichen Krankenversicherung
  - der Gesetzlichen Pflegeversicherung
- Sicherung und Weiterentwicklung der Qualität des Gesundheitssystems
- Stärkung der Interessen der Patienten
- Sicherung der Wirtschaftlichkeit und Stabilisierung der Beitragssätze
- Krankheitsprävention
  - Infektionsschutzgesetz
- Erarbeitung von Rahmenvorschriften für die Herstellung, klinische Prüfung, Zulassung, Vertriebswege und Überwachung von Arzneimitteln und Medizinprodukten. Die Ziele dabei sind:
  - Qualität, Medizinische Wirksamkeit und Unbedenklichkeit
  - Sicherheit biologischer Arzneimittel, wie Blutprodukte
- Prävention der Drogen- und Suchtgefahren
- Prävention, Rehabilitation und Behindertenpolitik
  - medizinische und berufliche Rehabilitation
  - Betreuung und Förderung behinderter Menschen
- Europäische und Internationale Gesundheitspolitik; zugeordnet sind dabei unter anderem:
  - Drogenbeauftragter der Bundesregierung: Hendrik Streeck[6]
  - Der Beauftragte der Bundesregierung für die Belange der Patienten: Stefan Schwartze
  - Bevollmächtigte der Bundesregierung für Pflege: Claudia Moll

## Geschäftsbereich

### Untergeordnete Bundes-Behörden
Das BMG hat die Dienst- und Fachaufsicht über folgende Behörden (Institute):
- Bundesinstitut für Arzneimittel und Medizinprodukte (BfArM) in Bonn und Köln
- Bundesinstitut für Öffentliche Gesundheit[7] (BIÖG) in Köln, vormals bis zum 12. Februar 2025 unter dem Namen Bundeszentrale für gesundheitliche Aufklärung (BZgA)
- Paul-Ehrlich-Institut (PEI, Bundesinstitut für Impfstoffe und biomedizinische Arzneimittel) in Langen (Hessen)
- Robert Koch-Institut (RKI, Bundesinstitut für Infektionskrankheiten und nicht übertragbare Krankheiten) in Berlin

Das Bundesinstitut für Risikobewertung (BfR) zählt nicht dazu.

### Weisungsrechte und Beteiligungen
Das BMG ist darüber hinaus mit Rechtsaufsichten, Prüfungsrechten, Weisungsrechten und Einflussmöglichen über verschiedene Institutionen ausgestattet, dazu gehören unter anderem:
- Das Institut für das Entgeltsystem im Krankenhaus (InEK) ist seit Juli 2021[8] der Rechtsaufsicht durch das BMG unterstellt. Dabei ist das BMG nicht an der Finanzierung des InEK beteiligt.
- Das BMG ist Gesellschafter der Gematik und seit dem Jahr 2019 hat das BMG das Weisungsrecht bzw. die Kontrolle über die Gematik-Gesellschaft, da sie seitdem 51 Prozent der Anteile an der Gematik hält. Dabei ist das BMG nicht an der Finanzierung der Gematik beteiligt.
- Der Gemeinsame Bundesausschuss (G-BA) ist der Rechtsaufsicht durch das BMG unterstellt. Das bedeutet, dass das BMG alle Richtlinienbeschlüsse dahingehend prüft, ob sich das Gremium im Rahmen seiner Rechtsetzungskompetenzen bewegt und ob die in der Verfahrensordnung festgelegten Schritte bis zum Beschluss eingehalten wurden. Eine inhaltliche Prüfung findet dabei nicht statt.[9] Dabei ist das BMG nicht an der Finanzierung des G-BA beteiligt.
- Das BMG hat die Rechtsaufsicht über den GKV-Spitzenverband.[10] Diese erstreckt sich insbesondere auf die Beachtung von Gesetz und sonstigem Recht.[11] Dazu kann das BMG als Aufsichtsbehörde die Geschäfts- und Rechnungsführung des GKV-Spitzenverbands prüfen.
- Die Bestellung der Institutsleitung des Instituts für Qualität und Wirtschaftlichkeit im Gesundheitswesen (IQWiG) muss stets im Einvernehmen mit dem BMG erfolgen.
- Nach eigenen Angaben der BAG SELBSTHILFE wird diese Bundesarbeitsgemeinschaft u. a. vom BMG[12] (und auch von Seiten der GKV) finanziell gefördert.
- Nach eigenen Angaben des privatwirtschaftlichen Instituts für Qualität & Patientensicherheit (BQS) fördert das BMG bei ihm u. a. deren umfangreiche Betreuung, Weiterentwicklungen und den Betrieb von Medizinischen Registern in Deutschland.[13]
- Das BMG fördert finanziell[14] in Form der Bund-Länder-Förderung nach § 91b Grundgesetz gemeinsam mit den Bundesländern institutionell die Forschungsinstitute Bernhard-Nocht-Institut für Tropenmedizin (BNITM), Leibniz-Institut für Virologie (LIV), Leibniz-Institut für Psychologie (ZPID), Deutsches Diabetes-Zentrum (DDZ) und das Forschungszentrum Borstel (FZB) der Leibniz-Gemeinschaft (WGL) sowie die Stiftung Georg-Speyer-Haus – Institut für Tumorbiologie und experimentelle Therapie (GSH) und die Cochrane Deutschland Stiftung.
- Die Leitung des BMG beruft die Mitglieder des Sachverständigenrats zur Begutachtung der Entwicklung im Gesundheitswesen (SVR). Dies erfolgt in der Regel jeweils für die Dauer von vier Jahren.
- Für den Bereich der gesetzlichen Krankenversicherung und sozialen Pflegeversicherung ist das Bundesamt für Soziale Sicherung (BAS) dem BMG gemäß § 94 Abs. 2 Satz 2 SGB IV unterstellt.

### Informationsangebote des BMG
Seit Herbst 2020 betreibt das BMG mit „gesund.bund.de“ ein eigenes deutsches Online-Gesundheitsportal, z. T. unter Beteiligung des Instituts für Qualität und Wirtschaftlichkeit im Gesundheitswesen (IQWiG). Allerdings ist „gesund.bund.de“ dabei weiterhin mit dem Vorwurf konfrontiert, mit seinem Angebot u. a. gegen die deutsche Pressefreiheit zu verstoßen. Daneben betreibt das BMG mit dem „Bundes-Klinik-Atlas“ seit Mai 2024 ebenfalls unter gemischten Reaktionen ein eigenes Online-Krankenhausverzeichnis in Konkurrenz zu bereits seit längerem bestehenden und anderweitig finanzierten Online-Krankenhausverzeichnissen, wie u. a. dem der DKG.

## Finanzen des BMG

### Höhe des jährlichen Haushalt
Folgende Tabelle zeigt die Entwicklung der jährlichen Finanzausstattung und somit des jährlichen Haushalts des BMG in den vergangenen Jahren ab dem Jahr 2017. Datenquelle ist das Tool „Bundeshaushalt digital“, das Interessierten im Internetauftritt des Bundesministeriums der Finanzen (BMF) zur Verfügung steht. Die Euro-Angaben sind hier alle in Form von Tausend-Euro-Beträgen angegeben.
| Jahr / Spalte | SOLL-Höhe Haushalt Bund (in T-Euro) | IST-Höhe Haushalt Bund (in T-Euro) | davon BMG (in T-Euro) | BMG-Anteil vom Bund |
| ------------- | ----------------------------------- | ---------------------------------- | --------------------- | ------------------- |
| [1]           | [2]                                 | [3]                                | [4]                   | [5] =[4]/[3]        |
| 2017          | 329.100.000                         | 331.038.991                        | 15.183.097            | 4,59 %              |
| 2018          | 343.600.000                         | 348.292.848                        | 15.240.283            | 4,38 %              |
| 2019          | 356.400.000                         | 357.121.422                        | 15.332.585            | 4,29 %              |
| 2020          | 508.529.758                         | 443.431.974                        | 36.266.411            | 8,18 %              |
| 2021          | 572.725.714                         | 557.093.046                        | 48.437.021            | 8,69 %              |
| 2022          | 495.791.475                         | 481.304.311                        | 65.474.081            | 13,6 %              |
| 2023          | 461.211.782                         | 457.663.395                        | 22.821.409            | 4,99 %              |
| 2024          | 476.807.656                         | 474.753.728                        | 16.707.714            | 3,52 %              |
| 2025          | * 503.006.410                       | * o.A.                             | * o.A.                | * --%               |
| 2026          | ** 520.500.000                      | * o.A.                             | * o.A.                | * --%               |
| 2027          | ** 507.500.000                      | * o.A.                             | * o.A.                | * --%               |
| 2028          | ** 546.400.000                      | * o.A.                             | * o.A.                | * --%               |
| 2029          | ** 572.100.000                      | * o.A.                             | * o.A.                | * --%               |

Zu den Spalten [2] und [3]: Ab dem Jahr 2025 gibt es neben dem hier aufgeführten „Kernhaushaltetat“ zusätzlich das „Sondervermögen Infrastruktur und Klimaneutralität“ (SVIK) sowie vom Jahr 2022 bis einschließlich dem Jahr 2027 das „Sondervermögen Bundeswehr“
* bedeutet dabei: Datenstand per Juli 2025 gemäß Zahlen des Bundesministeriums der Finanzen
** bedeutet dabei: Gemäß Entwurf eines „Kernhaushalt“-Etats 2026 und der ministeriellen Finanzplanung vom 30. Juli 2025
Insgesamt: Die starken vorübergehenden Anwächse insbesondere in den Jahren 2020 bis 2022 waren durch Sonderumstände und -Ausgaben der COVID-19-Pandemie bedingt.

### Hauptverwendung der jährlichen Finanzmittel
Im Jahr 2024 verfügte das BMG insgesamt über Soll-Mittel von 16.708.527 T€. Davon betrugen die drei größten Einzelpositionen der jährlichen Finanzmittel des BMG: 14.650.580 T€ und somit rund 87,7 % sollten in die finanzielle Unterstützung der deutschen Kranken- und Pflegeversicherung fließen, für Prävention und Gesundheitsverbände 6,52 % sowie für Forschungsvorhaben und -einrichtungen 1,05 %. Zum Vergleich: Im Jahr 2017 verfügte das BMG insgesamt über IST-Mittel von 15.183.097T€. Davon betrugen die drei größten Einzelpositionen der jährlichen Finanzmittel des BMG: 14.500.076 T€ und somit rund 95,5 % flossen in die finanzielle Unterstützung der deutschen Kranken- und Pflegeversicherung, für das Robert Koch-Institut 0,72 % sowie für Zentral veranschlagte Verwaltungseinnahmen und -ausgaben 0,56 %.

### Bundeszuschuss
Dieser jährliche Bundeszuschuss hat den Hintergrund, dass er aus Steuermitteln pauschal für als „versicherungsfremde Leistungen“ bezeichnete Leistungen bzw. als „Beteiligung des Bundes an der Finanzierung gesamtgesellschaftlicher Aufgaben durch die gesetzliche Krankenversicherung“, wie das zum Beispiel beitragsfreie Familienversicherung von Kindern und Ehegatten oder Leistungen für Mutterschaft und Schwangerschaft sind, als ein finanzieller Ausgleich dafür an die GKV gezahlt wird. Dabei wird verstärkt angemerkt, dass dieser Zuschussbetrag des Bundes deutlich zu gering ist, auch weil die deutlich unterfinanzierten Leistungen für ALG II-Beziehende bzw. Bezieher von Bürgergeld trotz Milliardenkosten nur kaum berücksichtigt sind. 2025 betrugen allein die jährlichen Kosten, mit denen die GKV zu ihren Lasten und in den Vorjahren Bürgergeldempfänger subventionierte, rund 10 Mrd. Euro.
Der jährliche Zuschuss des BMG und damit des Bundes an die deutsche Krankenversicherung betrug im SOLL u. a. im Jahr 2017 rund 14.500.089 TEuro, im Jahr 2019 rund 14.500.280 TEuro und 2024 rund 14.650.580 TEuro. Die starken vorübergehenden Anwächse insbesondere in den Jahren 2020 bis 2022 waren durch Sonderumstände und -Ausgaben der COVID-19-Pandemie bedingt. Der jährliche IST-Aufwand des Bundeszuschusses, also die tatsächliche finanzielle Unterstützung der deutschen Kranken- und Pflegeversicherung durch Bundesmittel, erhöhte sich pandemiebereinigt vom Jahr 2017 auf das Jahr 2023 lediglich um +1 Prozent. Gleichzeitig stiegen allein vom Jahr 2017 auf das Jahr 2023 die Ausgaben der GKV von 228,771 Mrd. Euro auf 290,526 Mrd. Euro und somit um +27 Prozent.
Noch deutlicher wird diese Betrachtung beim Vergleich der Entwicklung vom Jahr 2010 bis zum Jahr 2024: Da sich die Ausgaben der GKV in dieser Zeitspanne fast verdoppelt haben bei gleichzeitig gleichem bzw. leicht gesunkenem Bundeszuschussbetrag hat sich der Anteil des Bundeszuschusses halbiert.

## Dienstsitz
Das Bundesministerium für Gesundheit zählt zu den Bundesbehörden in Bonn, daneben hat es, wie alle Bundesministerien, auch einen Dienstsitz in Berlin. Der Hauptsitz des BMG ist dabei in der Bundesstadt Bonn angesiedelt.
Im Laufe des Jahres 2022 wurde der Berliner Dienstsitz in den Block I des ehemaligen Gebäudekomplexes der Deutschen Bank verlegt.

## Die Amtsträger seit 1961

### Bundesminister seit 1961
Nach der Zusammenlegung von Familien- und Gesundheitsministerium 1969 wurde die bisherige Leiterin des Gesundheitsressorts, Käte Strobel, erste gemeinsame Ministerin.
Die einzige gemeinsame Bundesministerin für Gesundheit und Soziale Sicherung, Ulla Schmidt, war sowohl vorher als auch danach alleinige Bundesministerin für Gesundheit.
| Nr.                                                       | Name                                | Lebensdaten                         | Partei                              | Beginn der Amtszeit                 | Ende der Amtszeit                   | Kabinett(e)                         |
| Bundesminister für Gesundheitswesen                       | Bundesminister für Gesundheitswesen | Bundesminister für Gesundheitswesen | Bundesminister für Gesundheitswesen | Bundesminister für Gesundheitswesen | Bundesminister für Gesundheitswesen | Bundesminister für Gesundheitswesen |
| --------------------------------------------------------- | ----------------------------------- | ----------------------------------- | ----------------------------------- | ----------------------------------- | ----------------------------------- | ----------------------------------- |
| 1                                                         | Elisabeth Schwarzhaupt              | 1901–1986                           | CDU                                 | 14. November 1961                   | 30. November 1966                   | Adenauer IV, V Erhard I, II         |
| 2                                                         | Käte Strobel                        | 1907–1996                           | SPD                                 | 1. Dezember 1966                    | 21. Oktober 1969                    | Kiesinger                           |
| Bundesminister für Jugend, Familie und Gesundheit         |                                     |                                     |                                     |                                     |                                     |                                     |
| 2                                                         | Käte Strobel                        | s. o.                               | SPD                                 | 22. Oktober 1969                    | 15. Dezember 1972                   | Brandt I                            |
| 3                                                         | Katharina Focke                     | 1922–2016                           | SPD                                 | 15. Dezember 1972                   | 14. Dezember 1976                   | Brandt II Schmidt I                 |
| 4                                                         | Antje Huber                         | 1924–2015                           | SPD                                 | 16. Dezember 1976                   | 28. April 1982                      | Schmidt II, III                     |
| 5                                                         | Anke Fuchs                          | 1937–2019                           | SPD                                 | 28. April 1982                      | 1. Oktober 1982                     | Schmidt III                         |
| 6                                                         | Heiner Geißler                      | 1930–2017                           | CDU                                 | 4. Oktober 1982                     | 26. September 1985                  | Kohl I, II                          |
| 7                                                         | Rita Süssmuth                       | * 1937                              | CDU                                 | 26. September 1985                  | 5. Juni 1986                        | Kohl II                             |
| Bundesminister für Jugend, Familie, Frauen und Gesundheit |                                     |                                     |                                     |                                     |                                     |                                     |
| 7                                                         | Rita Süssmuth                       | s. o.                               | CDU                                 | 6. Juni 1986                        | 9. Dezember 1988                    | Kohl III                            |
| 8                                                         | Ursula Lehr                         | 1930–2022                           | CDU                                 | 9. Dezember 1988                    | 18. Januar 1991                     | Kohl III                            |
| Bundesminister für Gesundheit                             |                                     |                                     |                                     |                                     |                                     |                                     |
| 9                                                         | Gerda Hasselfeldt                   | * 1950                              | CSU                                 | 18. Januar 1991                     | 6. Mai 1992                         | Kohl IV                             |
| 10                                                        | Horst Seehofer                      | * 1949                              | CSU                                 | 6. Mai 1992                         | 26. Oktober 1998                    | Kohl IV, V                          |
| 11                                                        | Andrea Fischer                      | * 1960                              | Grüne                               | 27. Oktober 1998                    | 12. Januar 2001                     | Schröder I                          |
| 12                                                        | Ulla Schmidt                        | * 1949                              | SPD                                 | 12. Januar 2001                     | 22. Oktober 2002                    | Schröder I                          |
| Bundesminister für Gesundheit und Soziale Sicherung       |                                     |                                     |                                     |                                     |                                     |                                     |
| 12                                                        | Ulla Schmidt                        | s. o.                               | SPD                                 | 22. Oktober 2002                    | 22. November 2005                   | Schröder II                         |
| Bundesminister für Gesundheit                             |                                     |                                     |                                     |                                     |                                     |                                     |
| 12                                                        | Ulla Schmidt                        | s. o.                               | SPD                                 | 22. November 2005                   | 27. Oktober 2009                    | Merkel I                            |
| 13                                                        | Philipp Rösler                      | * 1973                              | FDP                                 | 28. Oktober 2009                    | 12. Mai 2011                        | Merkel II                           |
| 14                                                        | Daniel Bahr                         | * 1976                              | FDP                                 | 12. Mai 2011                        | 17. Dezember 2013                   | Merkel II                           |
| 15                                                        | Hermann Gröhe                       | * 1961                              | CDU                                 | 17. Dezember 2013                   | 14. März 2018                       | Merkel III                          |
| 16                                                        | Jens Spahn                          | * 1980                              | CDU                                 | 14. März 2018                       | 8. Dezember 2021                    | Merkel IV                           |
| 17                                                        | Karl Lauterbach                     | * 1963                              | SPD                                 | 8. Dezember 2021                    | 6. Mai 2025                         | Scholz                              |
| 18                                                        | Nina Warken                         | * 1979                              | CDU                                 | 6. Mai 2025                         | im Amt                              | Merz                                |

Dabei entspricht die derzeitige „Kabinettzeit Merz“ der Zeitspanne der 25sten Bundesregierung bzw. der Zeitspanne des 21sten Bundestags.

### Parlamentarische Staatssekretäre
Die Parlamentarischen Staatssekretäre waren bzw. sind:
- 1969–1974: Heinz Westphal (SPD)
- 1974–1982: Fred Zander (SPD)
- 1982: Claus Grobecker (SPD)
- 1982–1987: Irmgard Karwatzki (CDU)
- 1987–1991: Anton Pfeifer (CDU)
- 1991–1998: Sabine Bergmann-Pohl (CDU)
- 1998–2001: Christa Nickels (Bündnis 90/Die Grünen)
- 2001–2002: Gudrun Schaich-Walch (SPD)
- 2002–2005: Franz Thönnes (SPD)
- 2002–2005: Marion Caspers-Merk (SPD)
- 2005–2009: Rolf Schwanitz (SPD)
- 2009–2011: Daniel Bahr (FDP)
- 2009–2018: Annette Widmann-Mauz (CDU)
- 2011–2013: Ulrike Flach (FDP)
- 2013–2017: Ingrid Fischbach (CDU)
- 2018–2021: Thomas Gebhart (CDU)
- 2018–2021: Sabine Weiss (CDU)
- 2021–2025: Edgar Franke (SPD)
- 2021–2025: Sabine Dittmar (SPD)
- seit 2025: Georg Kippels (CDU)
- seit 2025: Tino Sorge (CDU)

### Beamtete Staatssekretäre
Das Amt des beamteten Staatssekretärs war nach Gründung des Bundesministeriums von 1961 bis 1962 aufgrund von Meinungsverschiedenheiten zwischen Bundeskanzler Konrad Adenauer (CDU) und Bundesministerin Elisabeth Schwarzhaupt (CDU) nicht vergeben.
- 1963–1966: Walter Bargatzky
- 1967–1973: Ludwig von Manger-Koenig
- 1973–1980: Hans-Georg Wolters
- 1980–1982: Georges Fülgraff
- 1982–1991: Werner Chory
- 1991–1998: Baldur Wagner
- 1998–2001: Erwin Jordan
- 2001–2009: Klaus Theo Schröder
- 2002–2005: Heinrich Tiemann
- 2009–2011: Stefan Kapferer
- 2011–2014: Thomas Ilka
- 2014–2019: Lutz Stroppe
- 2014–2017: Karl-Josef Laumann
- 2018–2021: Andreas Westerfellhaus
- 2019–2025: Thomas Steffen
- 2021–2025: Antje Draheim
- seit 2025: Christian Luft
- seit 2025: Katja Kohfeld